# Glenn Bogue
Glenn Bogue (* 30. August 1955 in Toronto) ist ein ehemaliger kanadischer Sprinter, der sich auf den 400-Meter-Lauf spezialisiert hatte.
Bei den Panamerikanischen Spielen 1975 in Mexiko-Stadt wurde er Achter im Einzelbewerb und gewann Bronze in der 4-mal-400-Meter-Staffel.
1976 erreichte er bei den Olympischen Spielen in Montreal über 400 m das Viertelfinale. Bei den Commonwealth Games 1978 in Edmonton holte er Bronze über 400 m, wobei er im Viertelfinale mit 46,06 s seine persönliche Bestzeit aufstellte, und kam mit der kanadischen 4-mal-400-Meter-Stafette auf den vierten Platz.
1973 wurde er Kanadischer Meister.